# Jill Murphy
Jill Murphy (ur. 5 lipca 1949 w Londynie, zm. 18 sierpnia 2021) – brytyjska pisarka, twórczyni literatury dla dzieci.
Otrzymała nagrody literackie: Parents Magazine Best Books for Babies Award (za powieść Five Minutes' Peace), Smarties Book Prize, Sheffield Children’s Book Award i Gateshead Gold Award (za książkę The Last Noo-noo). Jej powieść The Worst Witch doczekała się dwóch adaptacji telewizyjnych: film telewizyjny The Worst Witch z 1986 roku, oraz serial telewizyjny Niefortunna czarownica z lat 1998–2001 (który doczekał się również spin-offu Niefortunna czarownica. Zmiana warty w latach 2005−2006).
Mieszkała w Londynie. Miała syna.

## Dzieła

### Powieści
Seria Worst Witch
1. Fatalna czarownica (The Worst Witch) (1974)
2. Fatalna czarownica. Znowu w akcji (The Worst Witch Strikes Again) (1980)
3. Fatalna czarownica. Pechowe zaklęcie (A Bad Spell for Worst Witch) (1982)
4. The Worst Witch All At Sea (1993)
5. The Worst Witch Saves the Day (2005)
6. The Worst Witch to the Rescue (2007)

Seria Large Family
1. Peace at Last (1980)
2. Five Minutes' Peace (1986)
3. All in One Piece (1987)
4. A Piece of Cake (1989)
5. A Quiet Night in (1993)
6. Mr. Large in Charge (2005)
7. Lester Learns a Lesson (2008)
8. Lucy Meets Mr Chilly (2008)
9. Grandpa in Trouble (2009)
10. Sebastian's Sleepover (2009)

- Geoffrey Strangeways (1985)
- Worlds Apart (1988)
- Jeffrey Strangeways (1992)
- Dear Hound (2009)

### Ilustrowane książki dla dzieci
- My Teddy (1973)
- On the Way Home (1982)
- Whatever Next! (1983)
- What Next, Baby Bear! (1984)
- The Christmas Babies (1992)
- The Last Noo-noo (1995)
- All Aboard (1996)
- All for One (2002)
- Mother Knows Best (2011)